# Freisinger Buckl
Der Freisinger Buckl ist ein Naturschutzgebiet auf dem Gebiet der Gemeinde Eitting (Landkreis Erding), westlich von Gaden. Es hat eine Fläche von 22,01 Hektar und ist beim Bayerischen Landesamt für Umwelt unter der Nummer NSG-00176.01 geführt.
Die Isar hat, bevor sie reguliert wurde, in diesem Bereich eine große Kiesbank aufgeschüttet. Auf dem dort vorherrschenden Halbtrockenrasen leben spezialisierte Insekten mit Pflanzen in Symbiose zusammen. Das Gebiet gilt als dasjenige mit den meisten Arten an Tagfaltern im Landkreis Erding.
Zur Erhaltung dieses Biotops wird es jährlich gemäht und das Schnittgut entfernt. Darüber hinaus werden dort das Schilf und die Goldrute entfernt sowie die Verbuschung kontrolliert.